# Arts plastiques au IVe siècle av. J.-C.
Arts plastiques au Ve siècle av. J.-C. - Arts plastiques au IVe siècle av. J.-C. - Arts plastiques au  IIIe siècle av. J.-C.
Chronologie des arts plastiques

## Événements
- Vers 400-350 av. J.-C. : activité du peintre Pamphilos, fondateur de l'école de Sicyone, maître de Pausias et Apelle[1].
- Vers 390-320 av. J.-C. : vie du peintre Nicomaque de Thèbes[2] ; il a pour élèves Aristide et Philoxène d'Érétrie.

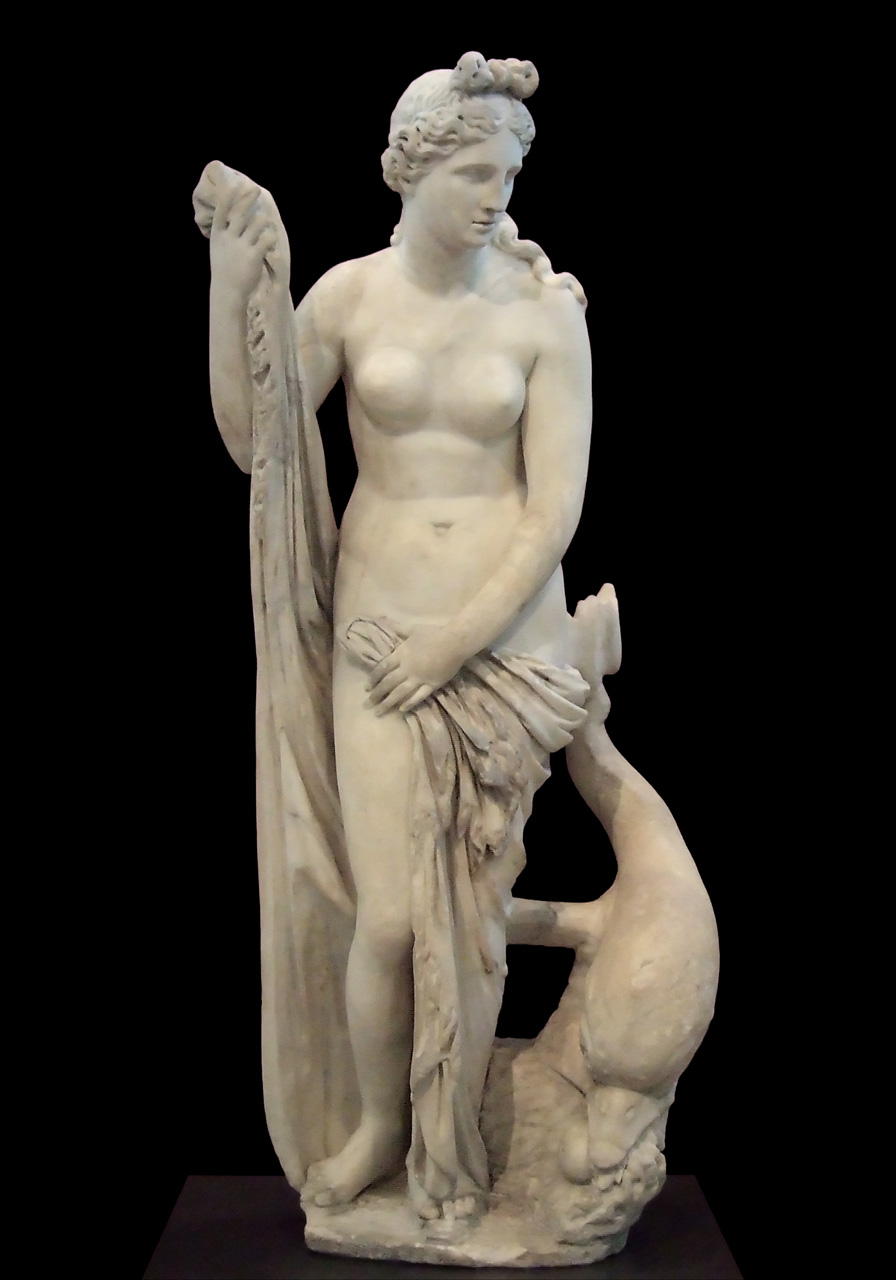
Vénus- Copie romaine de Praxitèle, au musée Getty, Los Angeles.

- 375-335 av. J.-C. : activité du sculpteur Praxitèle[3] : Aphrodite de Cnide, Vénus de Cyrène, Hermès portant Dionysos enfant...
- 370-320 av. J.-C. : style polychrome de Kertch, dernière phase de la céramique attique figures rouges, produite pour l'exportation vers les cités grecques de la mer Noire, principalement Olbia et Panticapée[4].
- Vers 366-320 av. J.-C. : activité du sculpteur athénien Léocharès[5].
- Vers 360-350 av. J.-C. : activité du peintre Euphranor, spécialisé dans la représentation de batailles[6].
- 353-350 av. J.-C. : les sculpteurs Leochares, Bryaxis, Scopas de Priène et Timothéos décorent le mausolée d’Halicarnasse[7].
- Vers 350 av. J.-C. : sarcophage étrusque des Amazones, à Tarquinia[6].
- Vers 345-340 av. J.-C. : statue du roi Mausole, attribuée à Scopas[6].
- Vers 330 av. J.-C. :
  - buste d’Alexandre le Grand, de Lysippe[6].
  - le peintre grec Apelle peint la Vénus anadyomène pour les habitants de Cos.

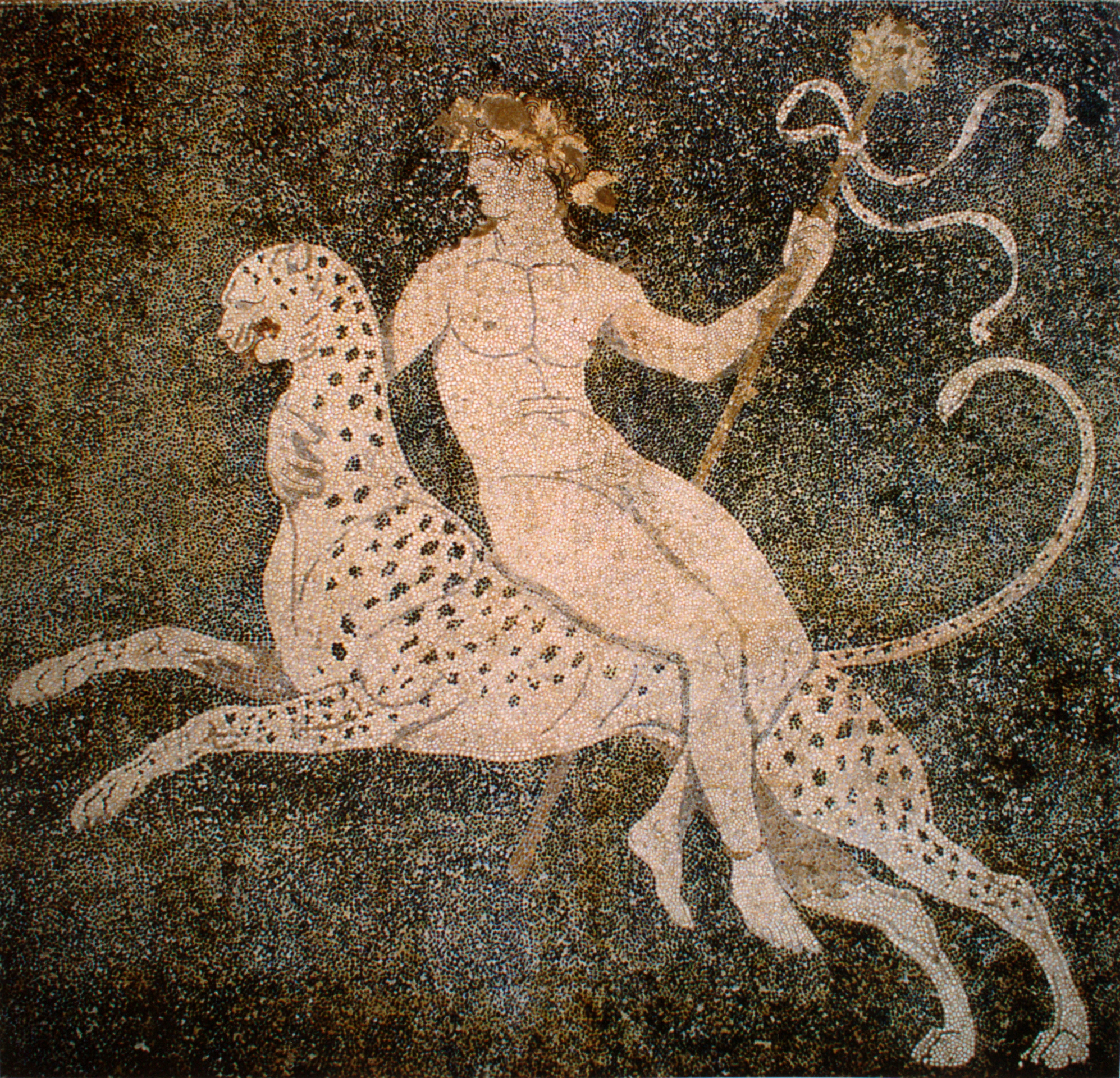
Dionysos sur la panthère.

- Vers 330-300 av. J.-C. : mosaïques du palais des rois de Macédoine à Pella (Dionysos sur la panthère, scènes de chasse)[8].

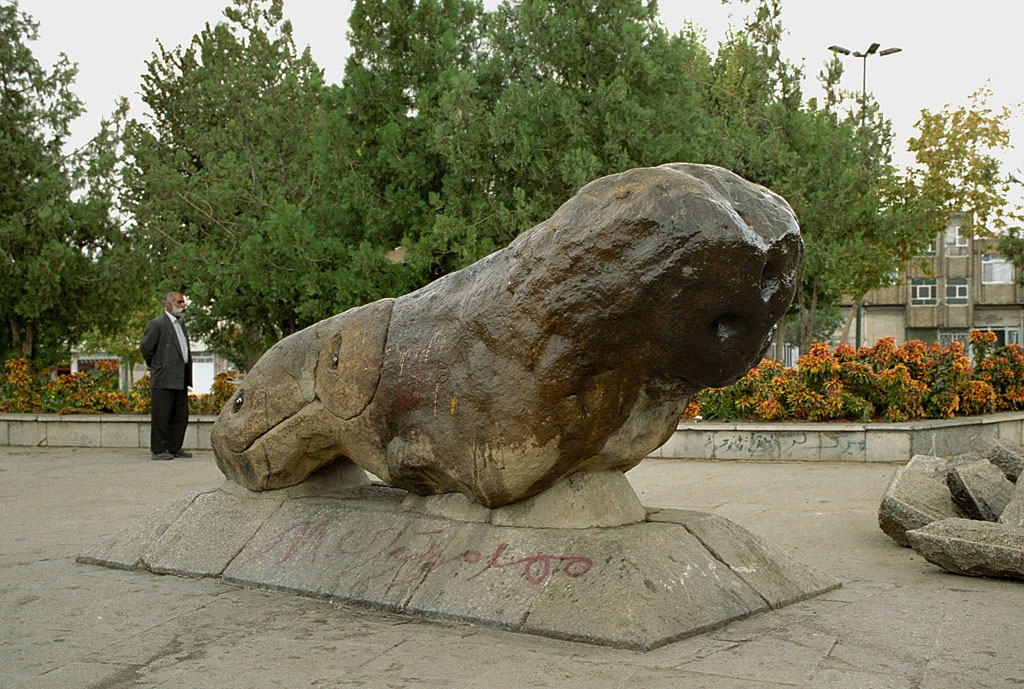
Le lion d’Ecbatane, (Sang-e shir), à Hamadan.

- Vers 324-323 av. J.-C. : Le lion d’Ecbatane, sculpture du tombeau du corégent Héphaestion, ami d’Alexandre[6].
- Fin du IVe siècle av. J.-C. : activité du peintre Philoxène d'Érétrie, fils et élève de Nicomaque, auteur présumé de la bataille d'Issos pour le roi Cassandre de Macédoine (316-298 av. J.-C.), peinture considérée comme le modèle de la mosaïque du Musée archéologique de Naples[9].

- Développement de l’art gréco-scythe, qui travaille essentiellement les métaux pour orner hommes et chevaux[10]. L’art animalier évolue de plus en plus vers les représentations humaines et des scènes de la mythologie.
- En Gaule et dans les îles britanniques, les Celtes généralisent l’usage du fer, jusqu’alors un métal précieux, de la fonte à la cire perdue, de la poterie au tour et des moulins rotatifs. La céramique armoricaine s’inspire des productions italo-celtiques de vaisselle de bronze aux motifs estampés[11]. Développement de l’art celtique[12].